# Skålplätt
Skålplätt (Dacrymyces chrysocomus) är en svampart som först beskrevs av Pierre Bulliard (v. 1742–1793), och fick sitt nu gällande namn av Louis René Tulasne 1860. Skålplätt ingår i släktet Dacrymyces och familjen Dacrymycetaceae.  Arten är reproducerande i Sverige. Inga underarter finns listade i Catalogue of Life.